# Martiniano Cavalcante
Martiniano Cavalcante Pereira Neto (Ivolândia, 27 de janeiro de 1959) é um engenheiro civil, ex-sindicalista e político goiano, filiado ao Partido Socialista Brasileiro (PSB).

## Biografia
Martiniano Cavalcante começou sua militância política no movimento secundarista, na década de 1970, contra a ditadura militar no Brasil. Em 1976, já na Universidade de Brasília, onde seria dirigente do DCE e do centro acadêmico do seu curso, ingressa no Partido Comunista Brasileiro (PCB).
Com a abertura política proporcionada com a Lei da Anistia de 1979, lideranças políticas voltam do exílio e o PCB vê suas diferenças internas potencializadas. Martiniano rejeita as teses da revolução por etapas e alianças com a burguesia nacional defendidas pela maioria do Comitê Central do PCB. Nesta crítica alinha-se com Luis Carlos Prestes na defesa de uma mesma estratégia para o Brasil. Neste momento, uma outra tese coexistia no interior do PCB, a dos eurocomunistas, dentre os quais se destacava Carlos Nelson Coutinho.
A ruptura com o PCB foi inevitável. Prestes divergia da maioria do PCB, no entanto discordava da ideia de construir outra organização partidária. Saiu do PCB, mas não seguiu Martiniano e seu grupo, que não abriam mão da construção de um novo partido de esquerda e socialista no Brasil. Foi assim que surgiu o CGB. Martiniano e outros dirigentes e militantes fundam o Coletivo Gregório Bezerra. Em 1989, o CGB é convertido em PLP – Partido da Libertação Proletária, e em 1991, para atender às exigências de legalização da legenda, passa a ser denominado PFS, Partido da Frente Socialista, que em 1992 iniciaria com a Convergência Socialista, grupo recém-expulso do PT, a fundação do Partido Socialista dos Trabalhadores Unificado (PSTU), consolidada em 1994. Em 2000, por divergências profundas acumuladas no PSTU, rompe com este partido e participa em 2003 da organização da Esquerda Socialista e Democrática, que deu origem ao Partido Socialismo e Liberdade (PSOL), sendo seu fundador, primeiro Secretário Geral e indiscutivelmente um de seus principais dirigentes.
Liderou em Goiânia, ao lado de Jorge Kajuru, uma verdadeira revolução nas comunicações da região, através da Rádio K. Os programas e comentários na rádio mobilizaram a cidade e esta foi fechada pelo governador de plantão, Marconi Perillo, num processo que envolveu duros enfrentamentos com as forças policiais e lhe rendeu um duro processo de criminalização.
Em 1996, construiu em Goiânia uma frente eleitoral de esquerda formada por PSTU, PSB e PV para disputar a prefeitura, então governada pelo PT. Em 2000, liderou a campanha que elegeria o primeiro vereador do PSTU em uma capital; Elias Vaz foi o vereador mais votado da história de Goiânia.[carece de fontes?]
Dentre as muitas eleições que participou, destaque para o senado em 2002 pelo estado de Goiás, quando obteve cerca de 300 mil votos. Em 2006 foi coordenador-geral da campanha de Heloísa Helena à presidência da República. Em 2008, se candidatou à prefeitura de Goiânia, quando obteve quase 5% do total de votos.
Foi fundador da Central Única dos Trabalhadores em 1983 e o primeiro membro da Executiva Nacional da CUT que não era filiado ao PT. Neste período liderou a luta contra o Pacto Social defendido por Jair Meneguelli e Gilmar Carneiro, os dois principais dirigentes da maioria da CUT. Em 1991, Martiniano foi o principal organizador da derrota da Articulação Sindical no Congresso da CUT realizado naquele ano. A chapa organizada por ele, encabeçada por Durval Carvalho, candidato a presidente da CUT, obteve a maioria necessária para assumir a direção da CUT. A vitória não se consolidou por que a Articulação, grupo da então maioria, rachou o congresso e não reconheceu a derrota, exigindo inclusive a intermediação de Lula, hoje presidente da República, para disciplinar os petistas que estavam divididos.
Foi por esta razão que Martiniano abandonou a intervenção direta no movimento sindical e passou a dedicar-se majoritariamente à luta partidária e a construir uma nova concepção de movimento sindical, que se articule organicamente com o movimento popular, e que se expressa hoje no movimento social fundado por ele em 2002, o Movimento Terra Trabalho e Liberdade (MTL).
Martiniano Cavalcante foi pré-candidato à Presidência da República pelo PSOL em 2010, quando disputou a vaga com Babá e Plínio de Arruda Sampaio na III Conferência Eleitoral, palco de um enorme racha na direção do PSOL. Derrotado, Martiniano foi candidato a deputado estadual e, apesar de expressiva votação 18.348 votos , não conseguiu se eleger devido ao baixo coeficiente eleitoral atingido por sua coligação.
No ano de 2013 foi um dos fundadores da Rede Sustentabilidade, partido no qual permaneceu até 2020, ano em que migrou para o PSB e foi candidato a vereador na eleição municipal de Goiânia.